# Hermann Abendroth
Hermann Paul Maximilian Abendroth (Frankfurt am Main, 19 de Janeiro de 1883 – Jena, 29 de Maio de 1956) foi um maestro alemão.

## Biografia
Abendroth nasceu em Frankfurt, Alemanha e estudou música teorica e composição com Ludwig Thuille, piano com Anna Hirtzel-Langernham e condução com Felix Mottl em Munique.
De 1915 até 1934 ele foi Kapellmeister da Orquestra Gürzenich Cologne e diretor do Conservatório de Cologne. Em 1921 ele se tornou diretor do Niederrheinischen Musikfestes.  Ele visitou a URSS e conduziu a Orquestra Sinfônica do Estado da URSS em 1925, 1927 e 1928. De 1926 até 1937 ele visitou a Inglaterra, conduzindo a Orquestra Sinfônica de Londres.
Em 1934  ele substituiu Bruno Walter - que foi indeferido pelas autoridades nazistas, pois era judeu - como Kapellmeiset do Gewandhausorchester Leipzig. De 1934 até 1945 ele foi professor do Conservatório de Leipzig.
Após a Segunda Guerra Mundial, ele se tornou o diretor musical da Weimar, entre 1945 ate 1956. De 1949 até 1956 ele conduziu a Orquestra Sinfônica da Rádio de Leipzig. De 1953 até 1956 ele conduziu a Orquestra Sinfônica da Rádio de Berlim.
Em 1951 ele conduziu o Festival Internacional de Música de Praga.
Embora Hermann fosse um membro do partido nazista, ele sempre alegou que nunca tinha participado de nenhuma reunião.